# Eueremaeus chiatous
Eueremaeus chiatous är en kvalsterart som först beskrevs av Higgins 1979.  Eueremaeus chiatous ingår i släktet Eueremaeus och familjen Eremaeidae. Inga underarter finns listade i Catalogue of Life.